# 內田哥德

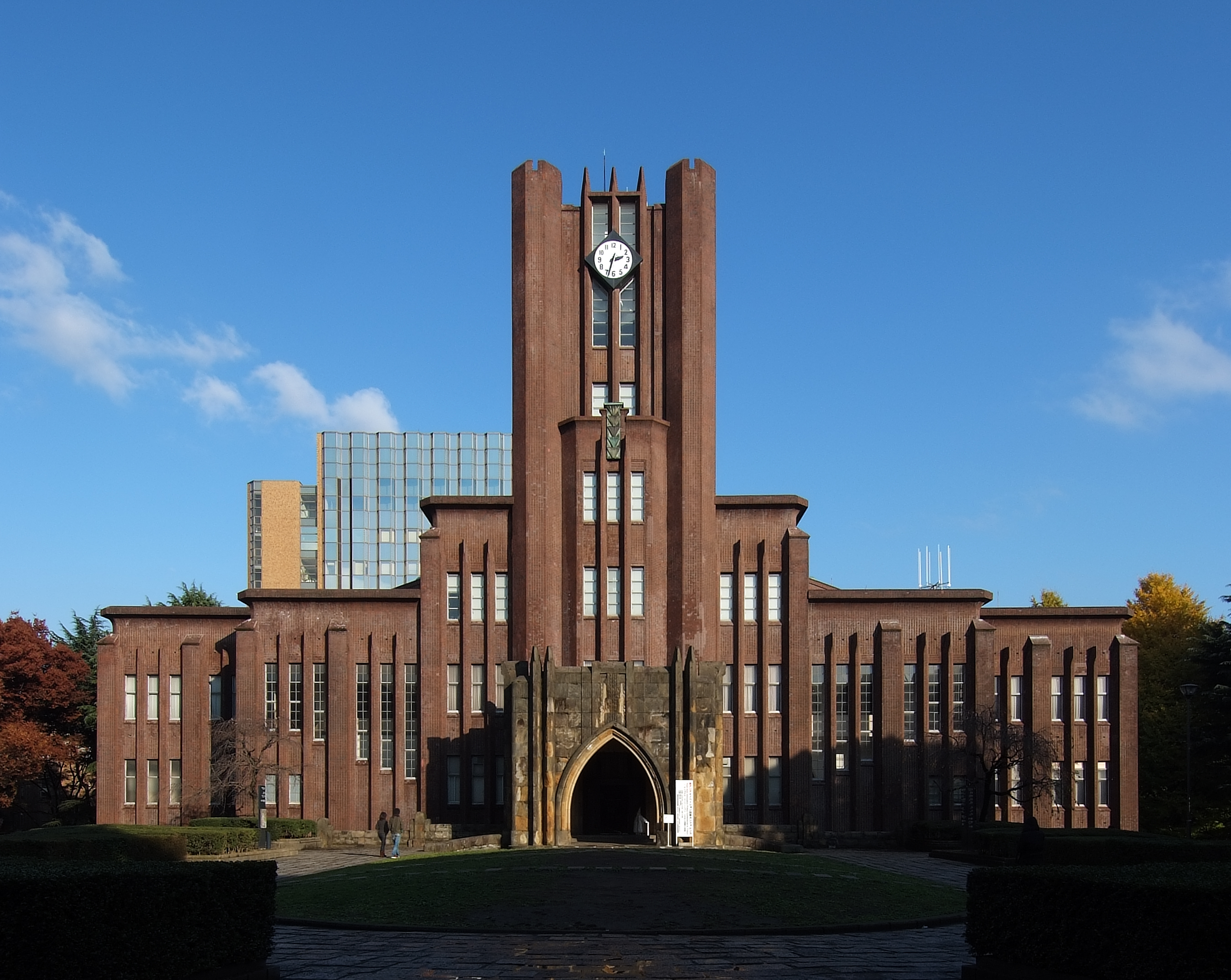
東京大學 安田講堂

內田哥德是由建築師內田祥三形成，主導日本東京大學本鄉校區的建築樣式。

## 內田祥三簡介

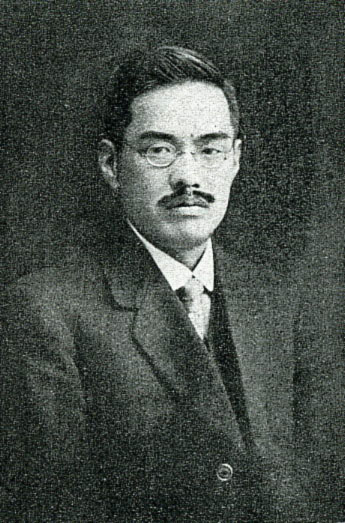
東京帝國大學的內田祥三教授

1885年生於東京深川，1904年就讀東京帝國大學建築系，1907年畢業、進三菱地所（三菱財閥的不動產公司）從事辦公大樓的建設，1910年進入東京帝國大學大學院，1911年成為東京帝國大學講師，1916年升任助教授，1918年以建築構造之論文獲得博士學位，1921年升任工學部教授，1923年兼任東京帝國大學營繕課長、指導關東大地震後本鄉校區的重建，1943年升任東京帝國大學第14代校長，1972年穫頒文化勳章。
於東京帝國大學建築系承繼佐野利器的建築構造學繼續發展，在建築構造、都市計劃、文化資產修復等多數方面留下成績，與此相隨，培育許多建築界的後輩。大量建造被稱為「內田哥德」之建築設計模式建築物，主導關東大地震後東京帝國大學本鄉校區的復舊工作。代表作是安田講堂（東京大學大講堂。地震前開工，1925年竣工。與學生岸田日出刀共同設計）。

## 關東大地震
本地震對東京帝國大學本鄉校區造成很大的破壞，總圖書館、理學部、工學部都倒塌了，但是由內田祥三設計、1924年完成的一棟建築物沒有損壞受到好評，因此由內田祥三擔任本鄉校區的重建計劃。

## 建築介紹
由1920年代發表的東京帝國大學本鄉校區構想圖可知，內田祥三規劃了本鄉校區大部分的建築物，不過其中有六棟建築物到第二次世界大戰結束都沒有興建，總圖書館到戰後的1950年代才完工。

### 從正門進入

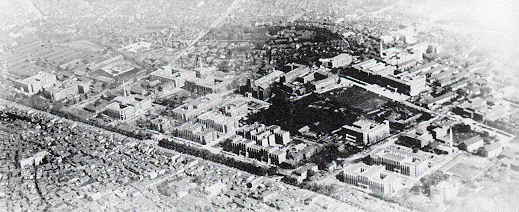
1936年的東京帝國大學本鄉校區

一進入正門往東走，首先可以看到法學部三號館（南側、1927年完工、照片 （页面存档备份，存于））及工學部列品館（北側、1925年完工、照片 （页面存档备份，存于）），然後是十字路口，十字路口北向盡頭是工學部一號館（1935年完工、照片 （页面存档备份，存于）），從十字路口繼續往東走可以看到法文一號館（北側、1935年完工、照片 （页面存档备份，存于））及法文二號館（南側、1938年完工、照片 （页面存档备份，存于）），盡頭是安田講堂。
這些建築物都是日本的登錄有形文化財

### 總圖書館

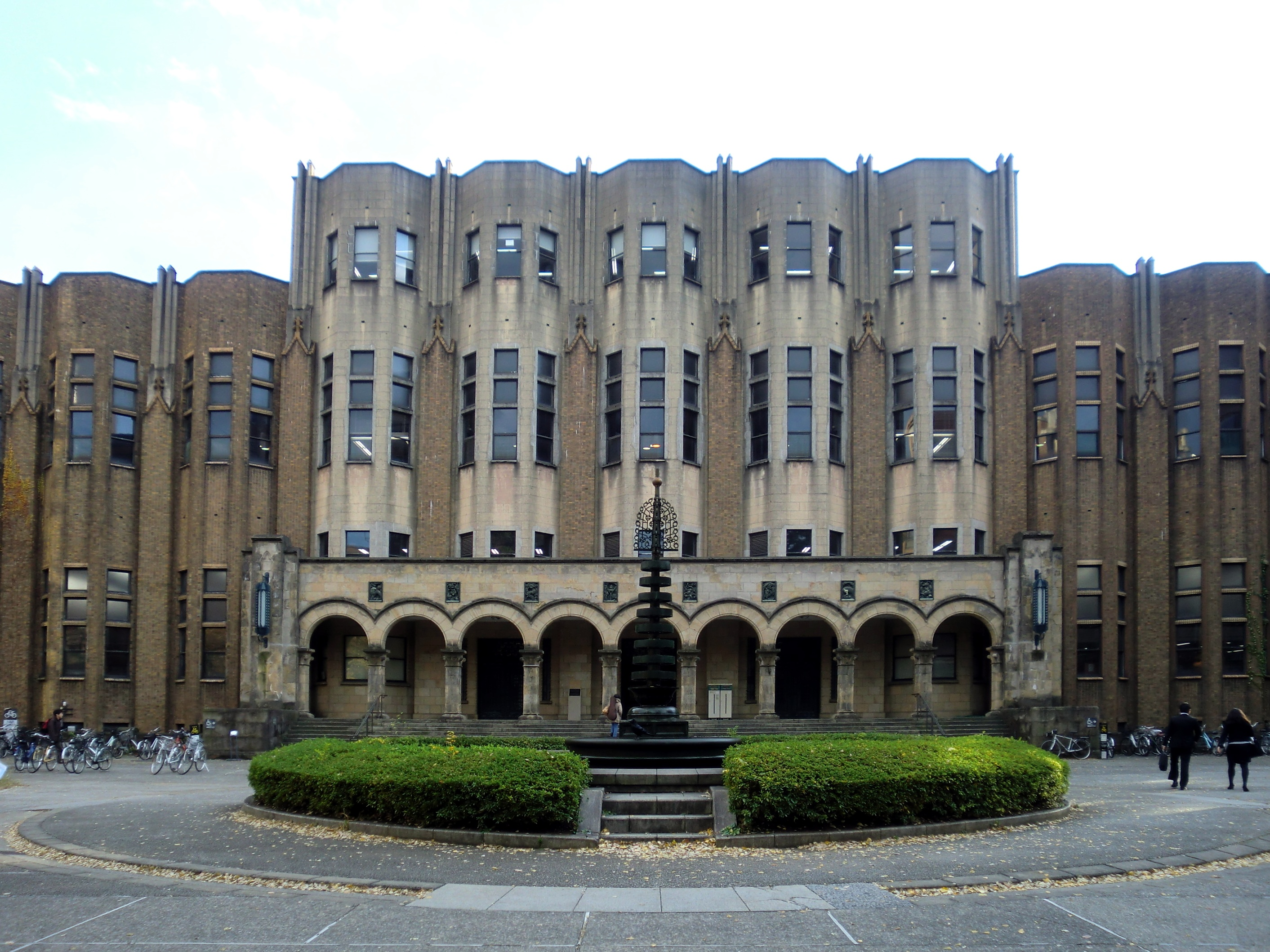
總圖書館

在前面提到的十字路口改往南走，盡頭是總圖書館（照片 （页面存档备份，存于））。

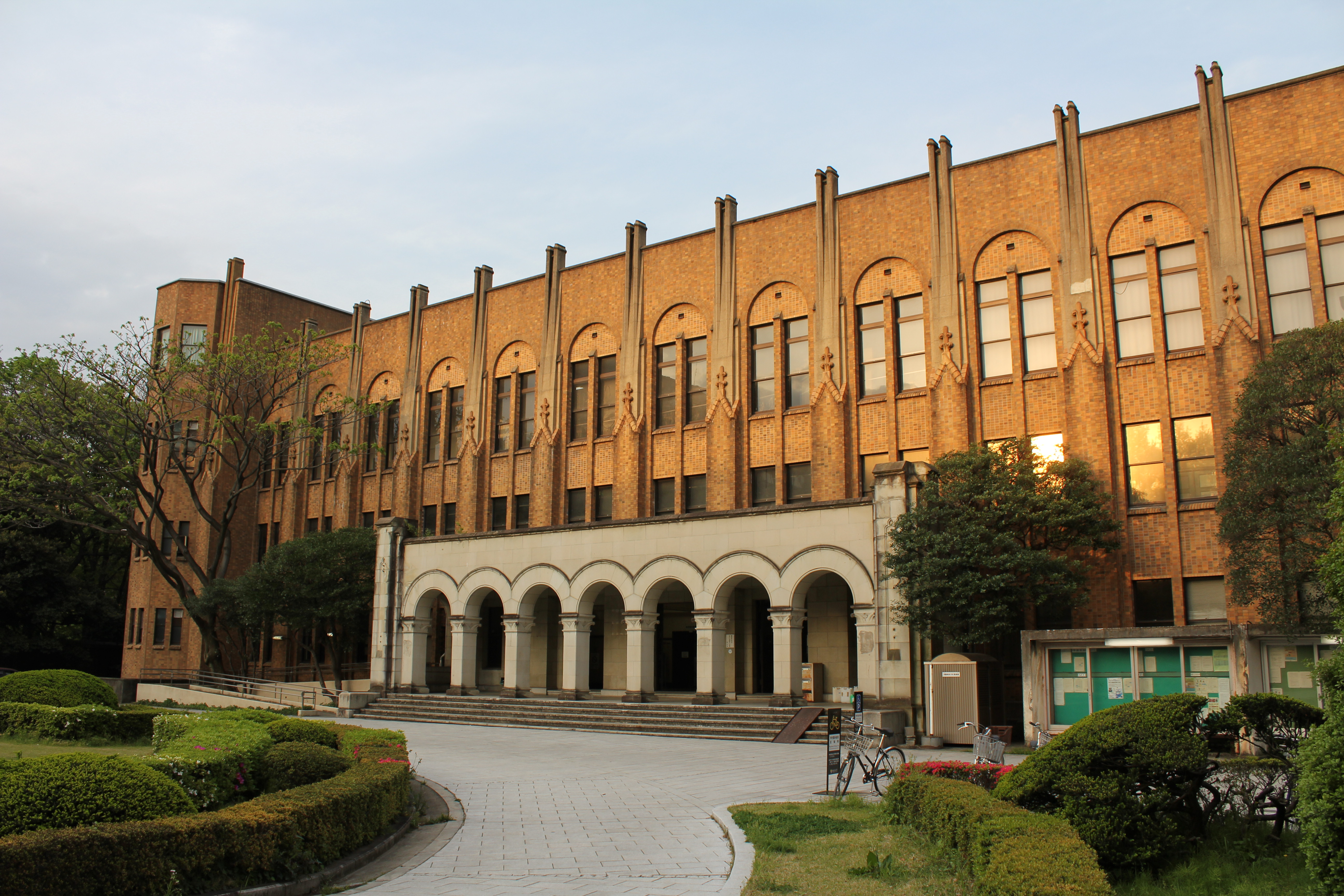
東京大學醫學部二號館

總圖書館東側就是有名的三四郎池，沿總圖書館及三四郎池之間往南走，可以看到醫學部二號館（東側、1936年完工、照片 （页面存档备份，存于）），盡頭是醫學部一號館（1931年完工、照片 （页面存档备份，存于）），理學部二號館（1934年完工、照片 （页面存档备份，存于））在醫學部一號館西側。

### 工學部

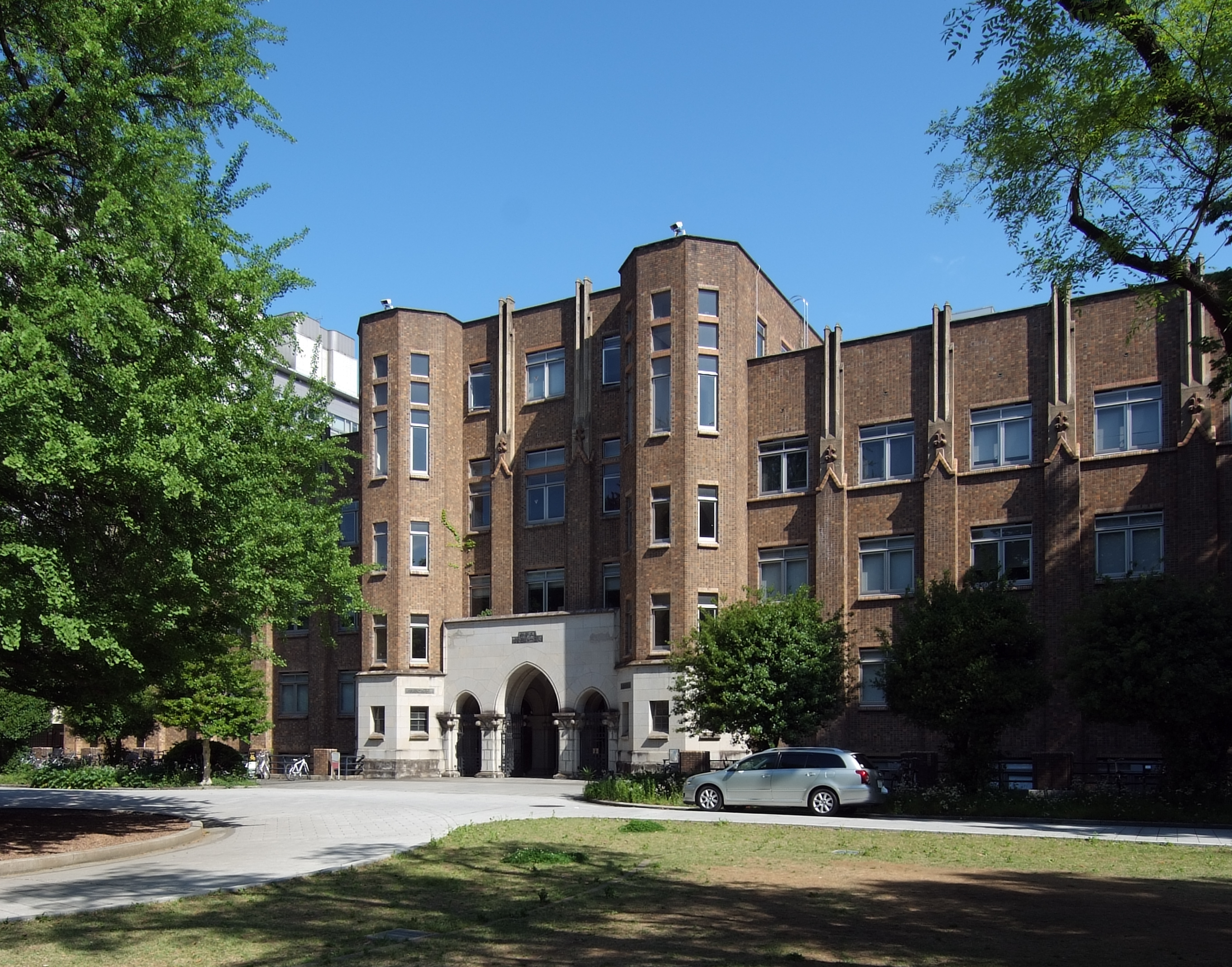
工學部一號館

相反地，在前面提到的十字路口往北走，走到盡頭的工學部一號館，在東側是工學部六號館及工學部八號館，沿工學部六號館及工學部八號館之間往東走，可以看到工學部二號館（南側、1924年完工、照片 （页面存档备份，存于））、工學部四號館（北側、1927年完工、照片 （页面存档备份，存于））、工學部三號館（盡頭、1939年完工、照片 （页面存档备份，存于）），工學部二號館就是關東大地震時沒有損壞的建築物。

### 從農學部大門進入
一進入農學部大門往東走，可以看到農學部二號館（北側、1936年完工、照片 （页面存档备份，存于））及農學部一號館（南側、1930年完工、照片 （页面存档备份，存于））及農學部三號館（盡頭）。

### 從龍岡門進入

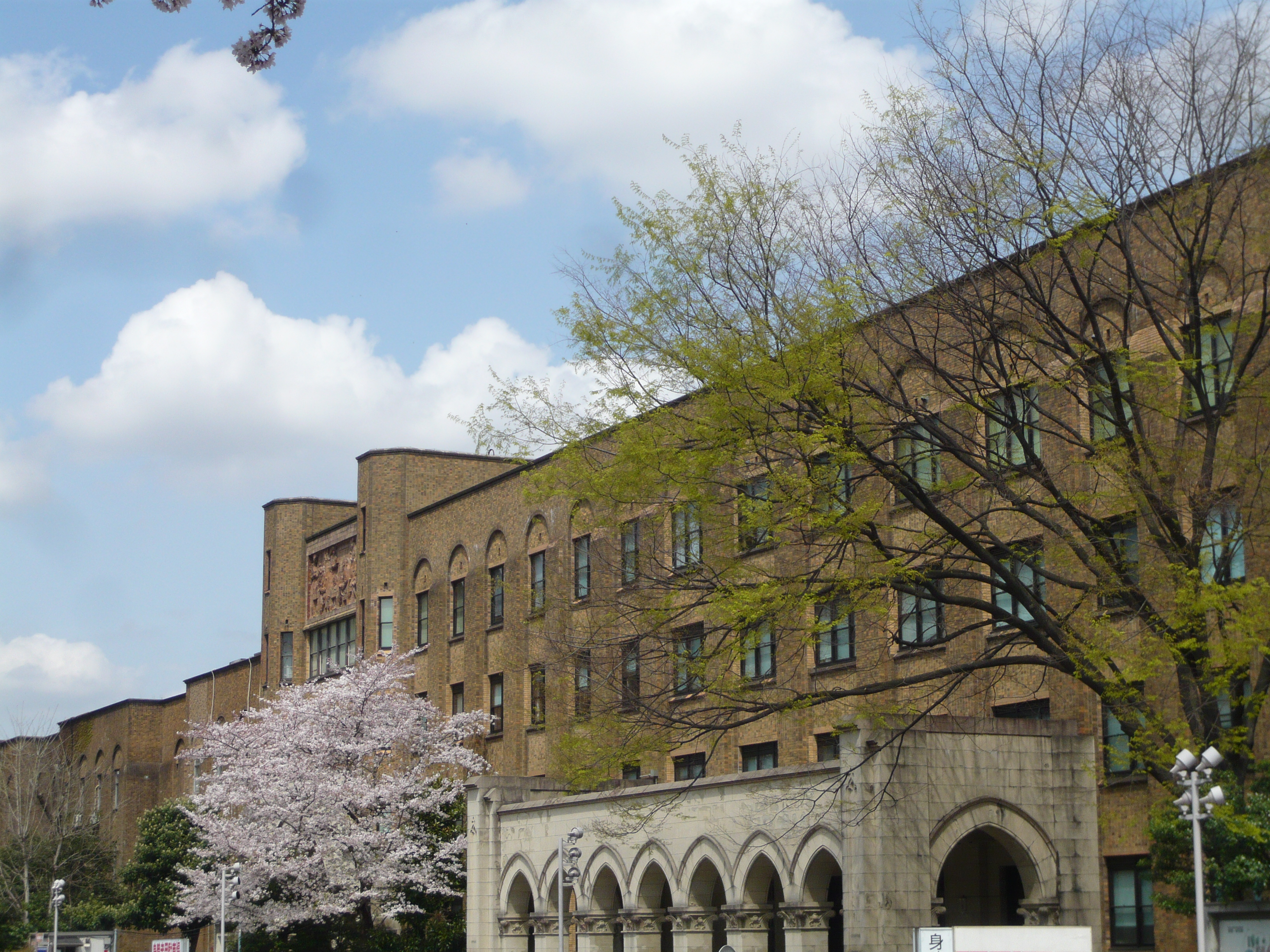
東大醫院

一進入龍岡門往北走，在藥學部及大學本部的位置，內田祥三設計有兩棟建築物，到第二次世界大戰結束都沒有興建，現在蓋的建築物不是內田祥三的設計。
繼續走到盡頭，東側的一大片建築物是東大醫院（照片 （页面存档备份，存于）），東大醫院的北邊是第二食堂（1934年完工、照片 （页面存档备份，存于））。

### 第二次世界大戰的影響

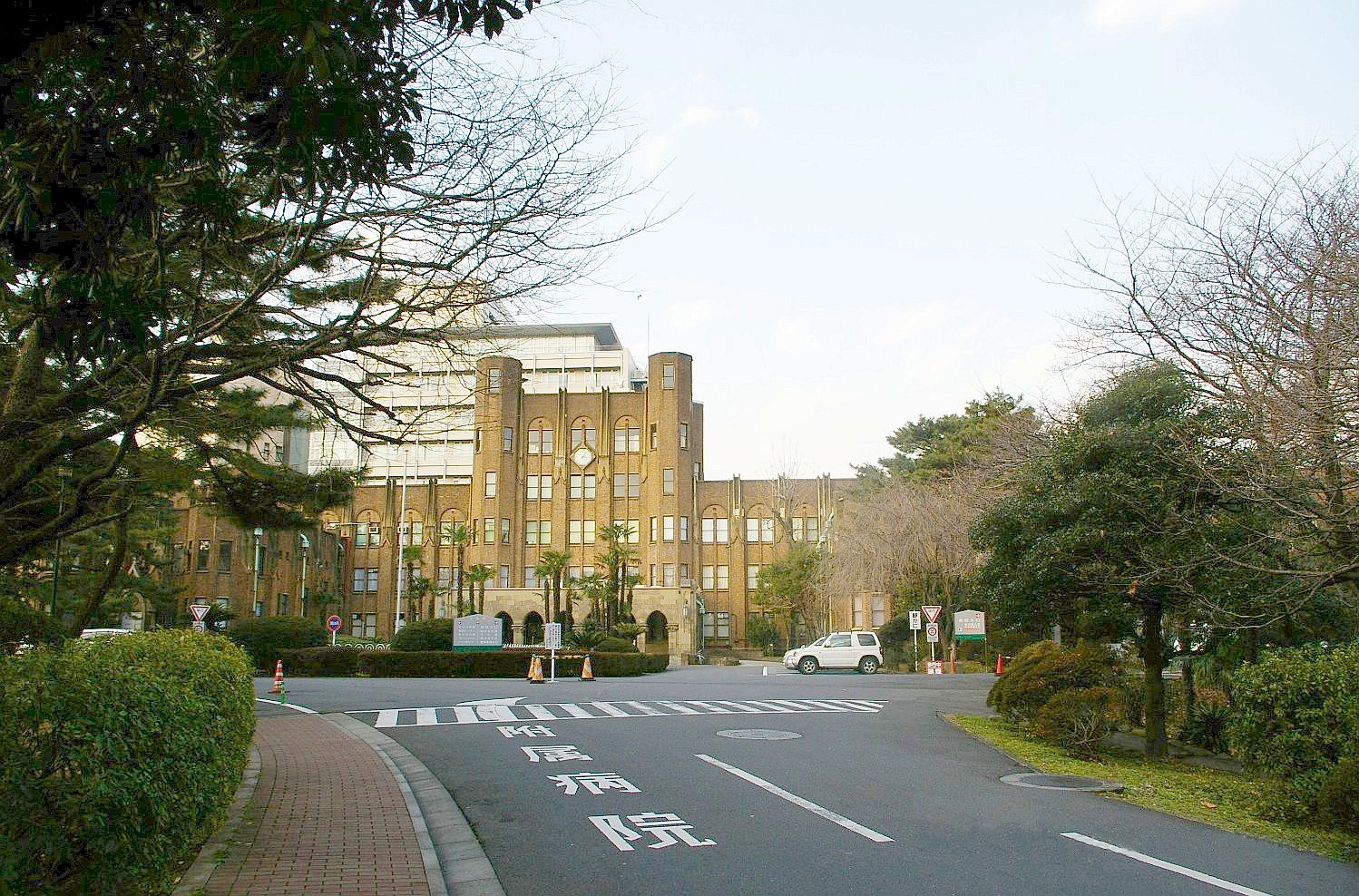
傳染病研究所

農學部三號館（1941年完工、東京都選定歷史建築物、照片 （页面存档备份，存于））及工學部六號館（1940年完工、照片 （页面存档备份，存于））是在太平洋戰爭時興建，受到戰爭影響，建築物立面已簡化。

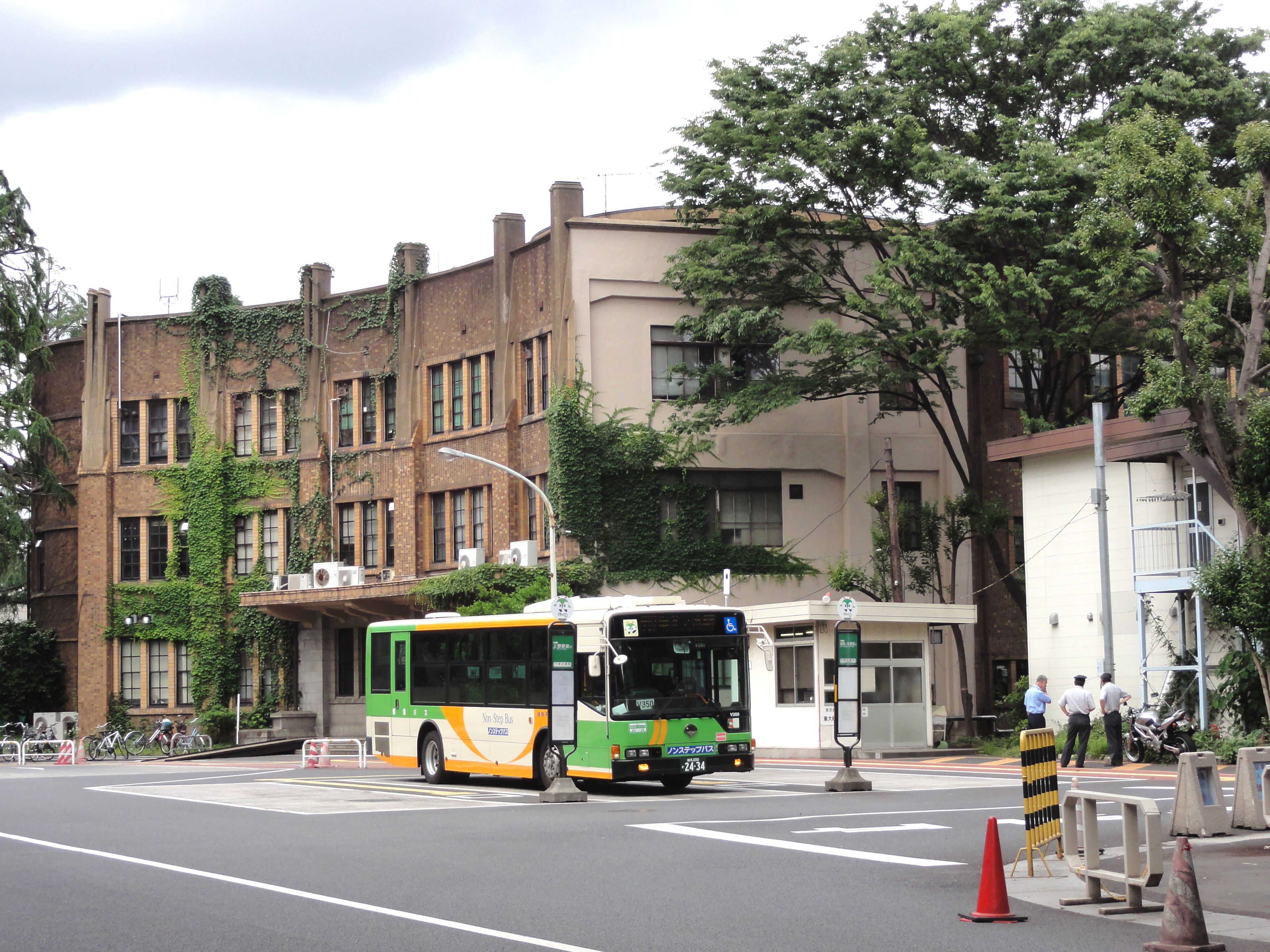
第二食堂，其奇特不對稱的外觀是因為原始設計的南側至今未建

農學部一號館在1930年完工後至1961始進行收尾工程；第二食堂的南側及醫學部二號館的北側至今未建。
東大醫院的原始設計是八棟建築物圍成回字形，中間圍出大庭院，1928年蓋好四棟，其中一棟沒有完成收尾工程，預定2014年拆除，太平洋戰爭時勉強蓋出第五棟，也沒有完成收尾工程，1993年拆除。

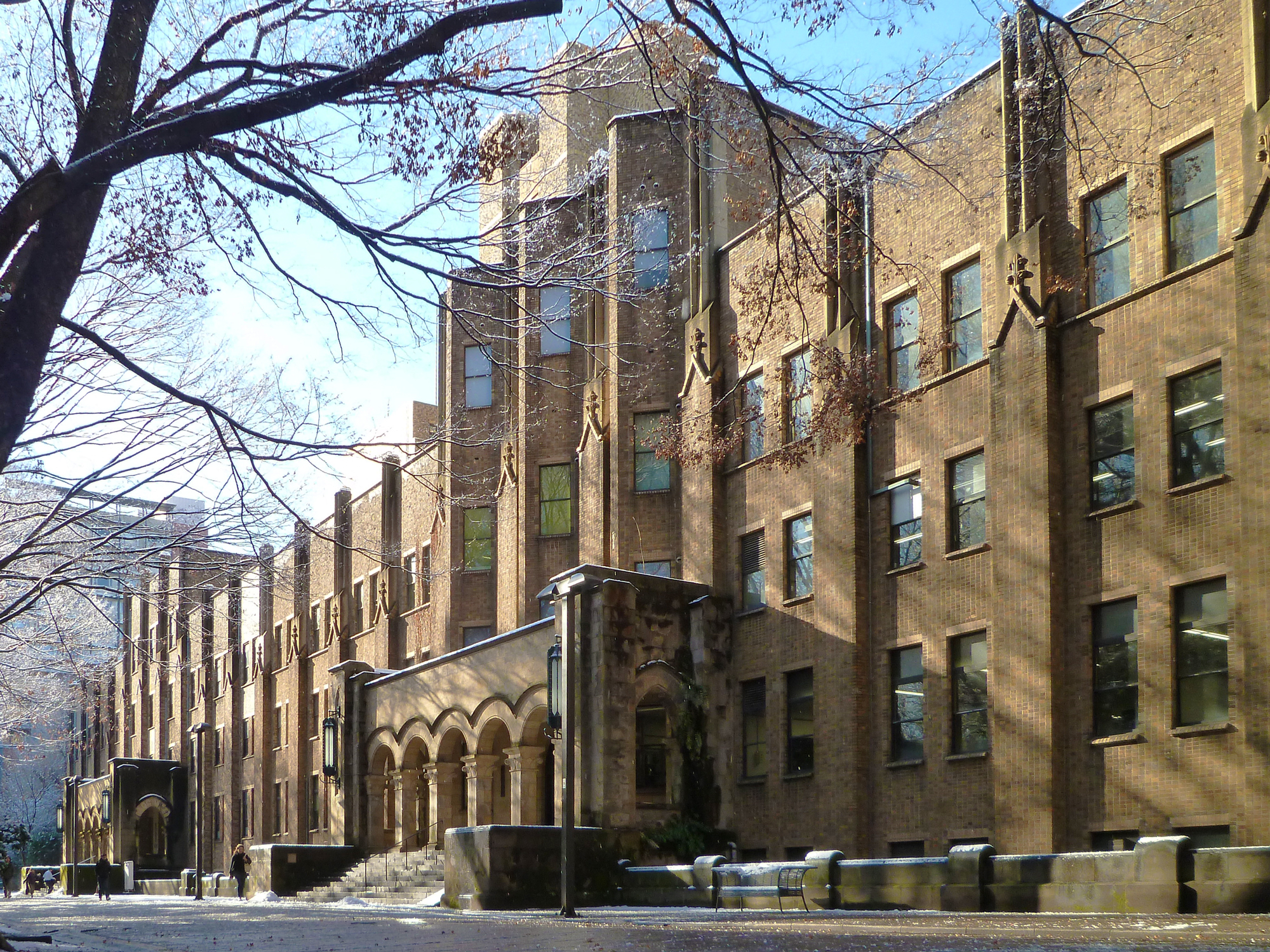
總圖書館東側，右出入口為1928年完工，左出入口為1954年補建

總圖書館原始設計分為六個區塊：北、東北、西北、西南、東南、南，1928年完成北、東北、西北、西南這四個區塊，東南、南這兩塊到第二次世界大戰結束都沒有興建，東南在戰後的1954年才補建，南已經不是內田祥三的原始設計，在戰後的1955年才補建，東南的立面（照片 （页面存档备份，存于））與東北、西北、西南的立面（照片 （页面存档备份，存于））也不一致，這六塊圍成的中庭內田祥三另外設計有建築物，1983年代補建，與內田祥三的原始設計不同。

### 駒場校區

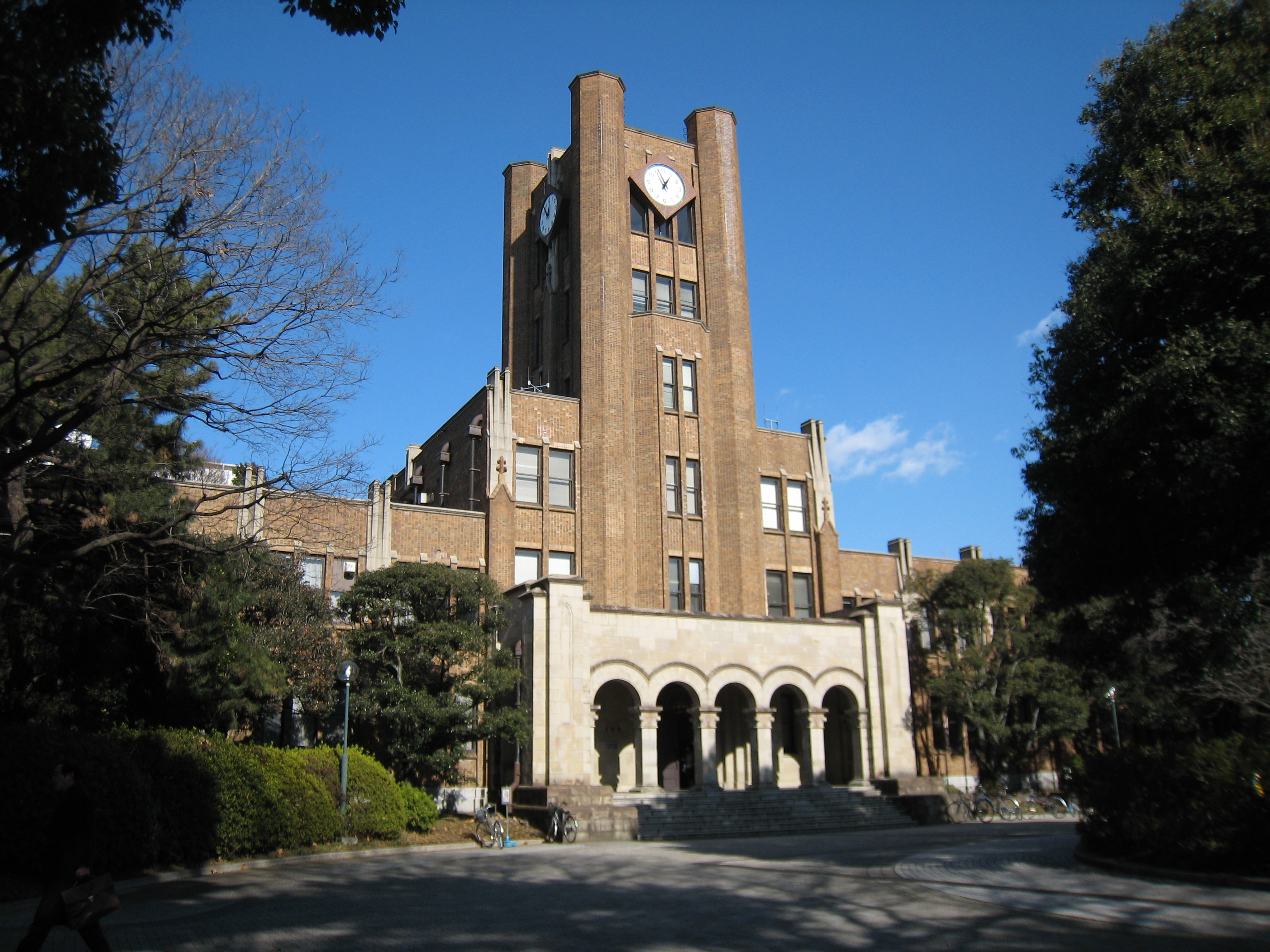
教養學部一號館

駒場校區教養學部一號館（1929年完工、照片 （页面存档备份，存于））原先是第一高等學校的建築物

### 白金校區

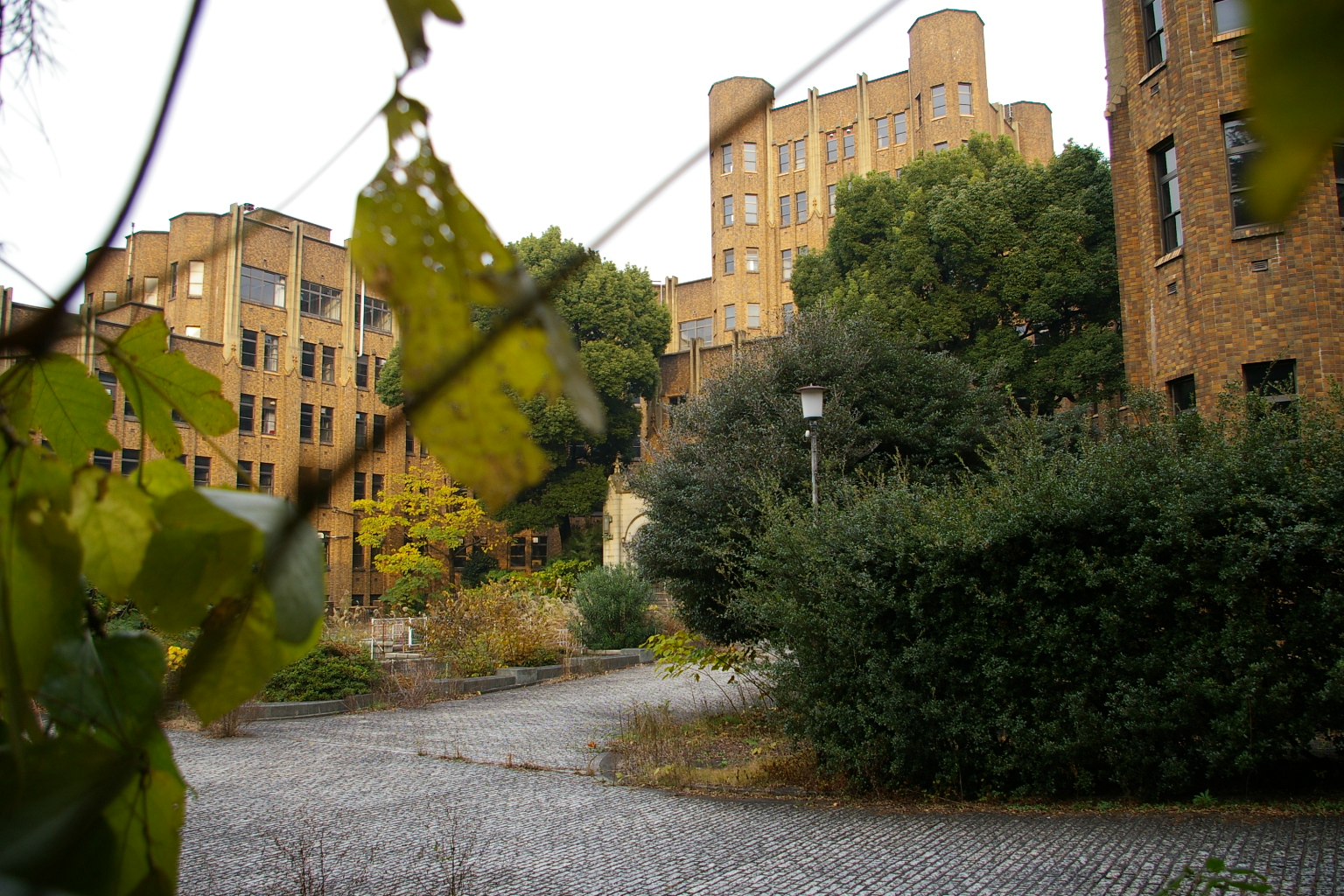
公眾衛生院

在東京白金台有兩棟不屬於東京帝國大學的建築物：國立傳染病研究所及國立公眾衛生院（1940年完工、照片 （页面存档备份，存于）），其中國立傳染病研究所後來變成東京大學的醫科學研究所（1937年完工、照片 （页面存档备份，存于））。

## 國外

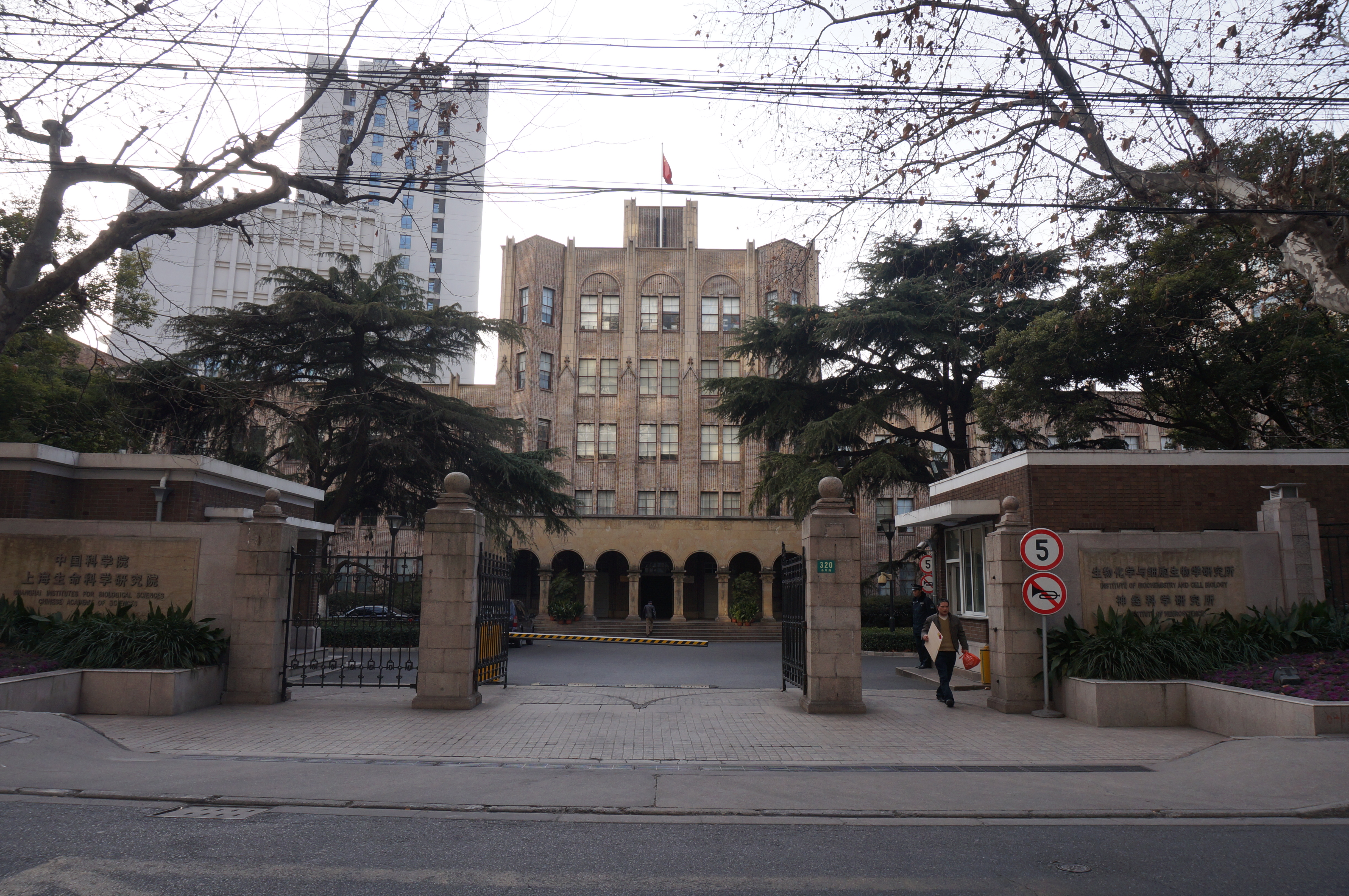
上海自然科學研究所

在上海，日本人曾經設立過上海自然科學研究所，建築物也是內田祥三的設計，現在是中国科学院上海生命科学研究院（1928年完工）。